# 陳淑儀
陳淑儀（英語：Chan Suk yi），香港舞台劇演員及導演，多次獲得香港舞台劇獎最佳男配角、最佳男主角及最佳導演，現為榞劇場藝術總監、香港藝術發展局審批員（藝術行政及戲劇）。

## 生平
陳淑儀曾任職銀行業，在工餘時間，報讀浸會大學校外課程學習戲劇，並展開灣仔劇團的業餘演出，1989年成功報考演藝深造文憑課程，1992年畢業於香港演藝學院戲劇學院。2011年完成香港演藝學院戲劇碩士課程(主修表演)。在1995年及2001年，兩度前往英國跟隨戲劇大師Philippe Gaulier進修研究及研究教學方法，並擔任其教學助理。
1994年至1995年，陳淑儀為中英劇團的全職演員。1996年至2001年，陳則是香港話劇團的全職演員。2004年至2011年期間，陳淑儀回到母校香港演藝學院擔任表演系的全職導師。2013年至2016年擔任團劇團藝術總監。現為榞劇場藝術總監。曾任香港演藝學院戲劇學院表演系主任(至2024年8月)。

## 獎項
| 年份   | 頒獎禮                 | 獎項                  | 作品                                | 結果 |
| ------ | ---------------------- | --------------------- | ----------------------------------- | ---- |
| 1994年 | 第三屆香港舞台劇獎     | 最佳男配角(喜劇/鬧劇) | 《撞板風流》                        | 獲獎 |
| 1995年 | 第四屆香港舞台劇獎     | 最佳男主角(喜劇/鬧劇) | 《芳草校園》                        | 提名 |
| 1997年 | 第六屆香港舞台劇獎     | 最佳男主角(喜劇/鬧劇) | 《Miss杜十娘》                      | 獲獎 |
| 1999年 | 第八屆香港舞台劇獎     | 最佳男配角(喜劇/鬧劇) | 《戇病夫妙計試真情》                | 提名 |
| 2000年 | 第九屆香港舞台劇獎     | 最佳男配角(悲劇/正劇) | 《地久天長》                        | 提名 |
| 2000年 | 第九屆香港舞台劇獎     | 最佳男配角(喜劇/鬧劇) | 《誰家老婆上錯床》                  | 提名 |
| 2001年 | 第十屆香港舞台劇獎     | 最佳男主角(喜劇/鬧劇) | 《讓我愛一次》                      | 獲獎 |
| 2001年 | 第十屆香港舞台劇獎     | 最佳男主角(喜劇/鬧劇) | 《一拍兩散偷錯情》                  | 提名 |
| 2003年 | 第十二屆香港舞台劇獎   | 最佳男配角(喜劇/鬧劇) | 《香港煙花燦爛 also known as 港燦》 | 提名 |
| 2004年 | 第十三屆香港舞台劇獎   | 最佳導演(喜劇/鬧劇)   | 《老馬有火》                        | 獲獎 |
| 2005年 | 第十四屆香港舞台劇獎   | 最佳男主角(喜劇/鬧劇) | 《喜尾注》                          | 提名 |
| 2005年 | 第十四屆香港舞台劇獎   | 最佳男配角(喜劇/鬧劇) | 《虎鶴雙形》                        | 提名 |
| 2008年 | 第十七屆香港舞台劇獎   | 最佳導演(喜劇/鬧劇)   | 《取西經》                          | 提名 |
| 2008年 | 第十七屆香港舞台劇獎   | 最佳男主角(喜劇/鬧劇) | 《奪面雙蟲》                        | 提名 |
| 2013年 | 第五屆香港小劇場獎     | 最佳男主角            | 《驚爆》                            | 獲獎 |
| 2014年 | 第二十三屆香港舞台劇獎 | 最佳男配角(悲劇/正劇) | 《都是龍袍惹的禍》                  | 獲獎 |
| 2015年 | 第二十四屆香港舞台劇獎 | 最佳導演(喜劇/鬧劇)   | 《人生罅隙》                        | 提名 |
| 2016年 | 第二十五屆香港舞台劇獎 | 最佳導演(喜劇/鬧劇)   | 《天使撻落新‧都城》                 | 獲獎 |
| 2017年 | 第二十六屆香港舞台劇獎 | 最佳導演(喜劇/鬧劇)   | 《嬉春酒店 2016》                   | 提名 |
| 2018年 | 第二十七屆香港舞台劇獎 | 最佳導演(喜劇/鬧劇)   | 《在牛池灣轉角遇上彩虹》            | 提名 |